# Brick Kiln (Nevis)
Brick Kiln (dt.: „Ziegelofen“) ist eine Siedlung auf der Insel Nevis im Inselstaat St. Kitts und Nevis in der Karibik.

## Geographie
Die Siedlung liegt im Parish Saint James Windward im Nordosten der Insel. Das Ortsgebiet erstreckt sich von den nordöstlichen Ausläufern des Nevis Peak in die Küstenebene und liegt zwischen Butlers und Hick’s.